# Össur Skarphéðinsson
Össur Skarphéðinsson (født 19. juni 1953 i Reykjavík) er en islandsk biolog, journalist og socialdemokratisk politiker, der har repræsenteret både Islands Socialdemokratiske Parti og dets arvtager Alliancen. Han sad i Altinget 1991-2016 for valgkredse i Reykjavík, og var minister i flere regeringer i årene 1993-95 og 2007-13.

## Uddannelse og forskning
Han er vokset op i Reykjavík og tog studentereksamen fra Menntaskolinn i Reykjavik i 1973. Össur studerede derefter biologi ved Islands Universitet og afsluttede sine studier med en bachelor-grad i 1979, hvorefter han specialerede sig i akvakultur og modtog en doktorgrad fra University of East Anglia i 1983 for afhandlingen "The effect of photoperiod on the growth of the rainbow trout".
Derefter drog han hjem til Island og var 1984-87 redaktør for Folkealliancens dagblad Þjóðviljinn, hvorefter han bestred et årsvikariat som lektor i biologi ved Island Universitet. I 1989 blev han vicedirektør for Reykvískrar endurtryggingar.

## Politisk karriere
Össur blev valgt til Altinget i 1991 for Islands Socialdemokratiske Parti, hvis gruppeformand han var indtil han blev minister i 1993. Han var miljøminister 1993-1995. I de følgende år vendte Össur tilbage til journalistikken som redaktør af Alþýðublaðið 1996-97 og Dagblaðið Vísir 1997-98.
Han var en af drivkræfterne bag etableringen af Alliancen mellem de islandske venstefløjspartier i 1998, og efter Alliancens etablering som politisk parti i 2000 var han dets formand indtil 2005, hvor han tabte et kampvalg til Ingibjörg Sólrún Gísladóttir. Et år senere valgtes han til formand for Alliancens altingsgruppe, og da partiet gik i regering med Selvstændighedspartiet i 2007-09 blev Össur minister for erhverv, energi og turisme og i det første år desuden minister for nordisk samarbejde. Fra 2009-13 var han udenrigsminister i partifællen Jóhanna Sigurðardóttirs venstrefløjsregering.
Össur er en kendt blogger og facebook-skribent, hvis ofte skarpe kommentarer om islandsk politik hyppigt bliver citeret i den islandske presse.

## Valgkredse
- Reykjavík 1991-2003
- Reykjavík Nord 2003-09
- Reykjavík Syd 2009-13
- Reykjavík Nord 2013-16